# Titangade
Titangade er en gade i Haraldsgadekvarteret på Ydre Nørrebro i København. Den er en sidegade til Rådmandsgade og ender mod nord i Vermundsgade.
Gaden er opkaldt efter firmaet af dette navn, og ikke efter gudeslægten titanerne, der kom før de olympiske guder i den græske mytologi.
Titangade er unik i forhold til resten af kvarteret, da erhvervsbebyggelsen i nogen udtrækning stadig er bibeholdt. De små erhvervsejendomme er fritliggende, i modsætning til mange af beboelseshusene, der er lavet i sammenvoksede karrébebyggelser. Dermed har området en ustruktureret, tilfældig og ufriseret karakter, der bærer præg af at den enkelte virksomhed har haft nogle bestemte behov, da de indrettede sig. 
Det ”selvgroede” område danner overgang fra den høje karrébebyggelse, som stort set hele Ydre Nørrebro er, og til den åbne bebyggelse op mod Østerbro. Det opfatter nogen som et problem, andre som charmerende. Det gjorde i hvert fald en såkaldt Byskabsanalyse over Ydre Nørrebro, som Københavns Kommune lavede og udgav i januar 1997.
Fabrikken Titan fik kolossal indflydelse på kvarteret, bl.a. på grund af sin størrelse. Dens areal dækkede hele stykket mellem Tagensvej, Hermodsgade, Titangade, Sigurdsgade og Rådmandsgade.
Trekanten mellem Vermundsgade, Titangade og Sigurdsgade har det samme udtryk som Rådmandsgade, med småindustri der er trukket væk fra gaden. Industrien har præget kvarteret siden slutningen af 1930’erne, og er således bebygget lidt senere end Rådmandsgade.
Trekanten har mange mindre bebyggelser på 1 og 2 etager, små kontorbygninger og skure og værksteder, med autoservice og kontorarbejde. Industrien i området har bestået af et støberi, VVS-firma, kapselfabrik, bogtrykkeri, smedefirma, eddikebrygning, skotøjsfabrikation og mineralvandsfabrikation. Klokkestøberne B Løw og Søn boede i nr. 16 i 1950’erne.
Titangade er under kraftig forandring. Hele den ene halvdel af Titangade er ved at blive fuldstændig renoveret. Det ligner slet ikke sig selv for bare få år siden. Professionshøjskolen UCC (University College Capital) har indrettet sig i Titanhus med en videreuddannelsesafdeling, CFU (Center for Undervisningsmidler) og administration. På den anden side af gaden, men med adresse i Sigurdsgade, har Professionshøjskolen Metropol til huse i Campus Rådmandsmarken, der blev indviet den 28. januar 2009.
Klokken tre om natten, den 6. oktober 1996, under den Store Nordiske Rockerkrig, affyrede en rocker en kraftig panserværnsraket imod Hells Angels klubhus i Titangade 2-4. Der var samlet over 100 mennesker i rockerfæstningen til vikingefest. To blev dræbt og adskillige såret. Louis Linde Nielsen, der var prøvemedlem hos Hells Angels, blev dræbt. Den daværende præsident for Hells Angels, Christian Middelboe, blev alvorligt såret. Desuden blev Janne Krohn, som boede i Ægirsgade og blot deltog i festen, dræbt ved attentatet. Bandidos-rockeren Niels Poulsen blev idømt fængsel på livstid for drabene. Huset ligger der ikke længere.